# جوزيف د. هيلي
جوزيف د. هيلي (بالإنجليزية: Joseph D. Healy)‏ هو مستكشف أمريكي، ولد في 29 أبريل 1912 في Minot, Massachusetts ‏ في الولايات المتحدة، وتوفي في 1 يوليو 1971 في بيمبروك في الولايات المتحدة.